# Ulica Jana Olbrachta w Warszawie

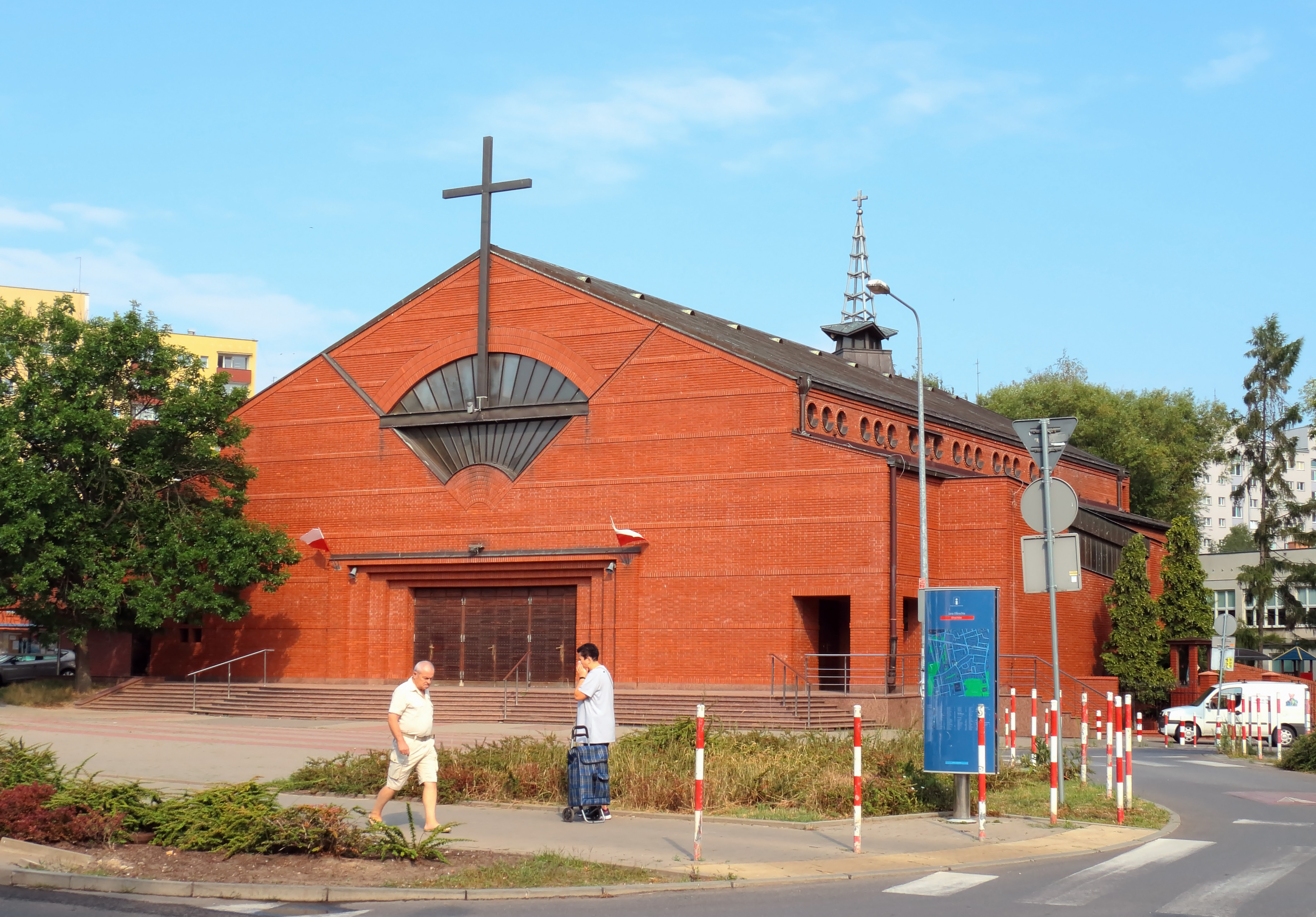
Kościół Dobrego Pasterza

Ulica Jana Olbrachta – ulica w dzielnicach Bemowo i Wola w Warszawie. 

## Opis
Ulica jest na najdłuższym odcinku dwukierunkowa, oprócz odcinka od ul. Kruszyńskiej do ul. Rzędzińskiej w części bemowskiej, gdzie posiada wyłącznie jeden (wschodni) kierunek ruchu. Ulica nie posiada ciągłości pomiędzy ul. Wincentego Pola i Rzędzińską, przecina ją linia kolejowa nr 509.
Rozporządzeniem z dnia 8 kwietnia 1916 roku generał-gubernator warszawski Hans Hartwig von Beseler poszerzył granice Warszawy, z mocą wsteczną od 1 kwietnia 1916 roku, ustanawiając przebieg zachodniej granicy miasta wzdłuż obecnej ulicy Jana Olbrachta, na odcinku pomiędzy skrzyżowaniem z ulicą Górczewską a linią wałów Twierdzy Warszawa. Włączono wtedy do Warszawy posesje znajdujące się po południowej stronie ulicy.
Nazwa ulicy, upamiętniająca króla Polski Jana I Olbrachta, została nadana 14 maja 1928 roku.
W czasie obrony Warszawy we wrześniu 1939 roku na ulicy, przy ulicy Księcia Janusza, wykopano rów przeciwpancerny
15 maja 1951 roku ponownie poszerzono granice administracyjne Warszawy włączając do miasta posesje znajdujące się po północnej stronie ulicy.
24 listopada 1961 roku ulica została wydłużona na wschód o 180-metrowy odcinek dotychczasowej ulicy Księcia Janusza, pomiędzy skrzyżowaniami z ulicami Batalionu Parasol oraz Górczewską, oraz na zachód o całą długość dotychczasowej 1180-metrowej ulicy Cieszyńskiej, pomiędzy linią wałów Twierdzy Warszawa a skrzyżowaniem z ulicą Powstańców Śląskich. 
4 kwietnia 2020 roku oddano do użytku stację metra Księcia Janusza znajdującą się pod skrzyżowaniem z ulicą Górczewską.

## Ważniejsze obiekty
- Stacja metra Księcia Janusza
- Kościół Dobrego Pasterza
- Osiedle Górczewska Park
- Linia kolejowa nr 509